# Krvavý a Kačležský rybník
Krvavý a Kačležský rybník je národní přírodní památka poblíž obce Člunek v okrese Jindřichův Hradec. Oblast spravuje Agentura ochrany přírody a krajiny ČR regionální pracoviště Jižní Čechy.

## Předmět ochrany
Předmětem ochrany jsou přirozené lesní porosty tvořené společenstvy mokřadních olšin a mokřadních vrbin; mokřady tvořené společenstvy přechodových rašelinišť, pobřežních rákosin a vysokých ostřic obnažených den letněných rybníků a vlhkých písků a společenstvy makrofytní vegetace vodních nádrží; travní porosty tvořené společenstvy bezkolencových luk, vysokobylinných vlhkých lad, ostřicových porostů a smilkových trávníků; společenstvo hnízdících vodních a mokřadních druhů ptáků vázané na rybniční biotopy; populace vzácných a ohrožených druhů rostlin kapraď hřebenitá (Dryopteris cristata), leknín bělostný (Nymphaea candida), všivec lesní (Pedicularis sylvatica) a ostřice plstnatoplodá (Carex lasiocarpa), včetně jejich biotopů, a populace vzácných a ohrožených druhů živočichů škeble rybničná (Anodonta cygnea), sekavec písečný (Cobitis taenia), skokan ostronosý (Rana arvalis), skokan krátkonohý (Pelophylax lessonae) a vydra říční (Lutra lutra), včetně jejich biotopů.
Území NPP Krvavý a Kačležský rybník mělo v letech 1994–2012 status přírodní rezervace.

## Vodstvo
Největšími rybníky v chráněném území jsou Kačležský rybník (176 hektarů) a Krvavý rybník s rozlohou 127 hektarů. Kromě nich do rezervace patří soustava malých rybníků u severozápadního břehu Kačležského rybníka:
| Rybník           | katastrální plocha (ha) | vodní plocha (ha) |
| ---------------- | ----------------------- | ----------------- |
| Rokle horní      | 0,196                   | 0,10              |
| Rokle prostřední | 0,540                   | 0,30              |
| Rokle dolní      | 0,680                   | 0,30              |
| Černá malá       | 0,575                   | 0,35              |
| Černá velká      | 0,807                   | 0,25              |
| Novina           | 1,000                   | 0,75              |
| Výtopa           | 0,740                   | 0,50              |
| Ženich           | 0,400                   | 0,25              |

Kačležský rybník byl založen v roce 1544, ale podle jiných zdrojů jej založil hejtman Jan Šťastný z Pušperka až v roce 1551. Katastrální výměra rybníka je 195,4 hektarů, hloubka dosahuje dvou metrů, celkový objem 1 400 000 m³ a retenční objem 788 500 m³.